# Psyllo nitida
Psyllo nitida Thorell, 1899 è un ragno appartenente alla famiglia Araneidae.
È l'unica specie nota del genere Psyllo.

## Etimologia
Il nome deriva dal greco ψύλλος, psyllos, cioè psillo o psilla, specie di insetto parassita del cece e del rafano descritto da Teofrasto e da altri autori classici, di volta in volta identificato con ragnetti e/o acari cui somiglia per aspetto.

## Distribuzione
La specie è stata rinvenuta in Camerun e Congo.

## Tassonomia
Considerato un sinonimo posteriore di Mangora O. P.-Cambridge, 1889 a seguito di uno studio di Levi (1975b).
Dal 1971 non sono stati esaminati altri esemplari, né sono state descritte sottospecie al 2014.